# Dolmen de les Arques del Coll del Moro
El Dolmen de les Arques del Coll del Moro és un megàlit de l'època neolítica del terme comunal de Cameles, a la comarca del Rosselló, de la Catalunya del Nord.
Es troba a la zona central-occidental del terme comunal, dalt d'una carena boscosa al sud de Vallcrosa, aturonat al lloc denominat els Siures. uns 400 metres al nord-oest del poble de Cameles, i a uns 825 del Veïnat de Dalt de Vallcrosa

## Característiques
És un dolmen de galeria catalana que fou citat per primer cop el 1985 per Jean Abélanet i Pere Ponsich, i per Françoise Claustre el 1991, tot i que després es va passar uns quants anys sense ser retrobat. Finalment, l'any 2010 va ser redescobert per uns excursionistes, i visitat el 2011 per Carreras i Tarrús.